# ORBIS (Unternehmensdatenbank)
ORBIS ist eine Datenbank, die Unternehmensdaten enthält. Sie ist vor allem in den Wirtschaftswissenschaften ein häufiger Ausgangspunkt für Studien, weil sie Daten von Unternehmen aus verschiedenen Ländern enthält. Betrieben wird die Datenbank vom Bureau van Dijk, einer Tochterfirma von Moody’s Analytics. Die Datenbank enthält Bilanzen, Umsätze, Unternehmensanteilseigner und Niederlassungen. Datenquellen waren im Jahr 2010 nationale Auskunfteien, wie Creditreform für Deutschland und Österreich, aber auch Fitch Ratings und Reuters zählten zu den Quellen der Datenbank. National gesehen kann ORBIS im besten Fall 50 % der Firmen eines Landes enthalten, in anderen Ländern werden jedoch nur einige wenige Firmen in der Datenbank verzeichnet. Trotzdem gilt sie mit über 200 Millionen Einträgen im Jahr 2020 als die größte internationale Unternehmensdatenbank. Speziell für Europa gibt es mit Amadeus einen Datensatz der Datenbank, welcher die Firmen dieses Kontinents enthält.
Die OECD hatte für sich 2009 selbst eine Datenbank geschaffen, basierend auf der ORBIS Datenbank. Ihr Name ist OECD-ORBIS. Darin waren aber nicht alle Daten enthalten, sondern es wurden beispielsweise inaktive Firmen nicht in die modifizierte Datenbank aufgenommen, aber auch der Zeitraum wurde auf zwischen 1999 und 2008 begrenzt. Daraus ergab sich ein Datensatz von 34 Millionen Firmen, etwa zehn Millionen weniger als im ursprünglichen Datensatz.